# Eritrei in Italia

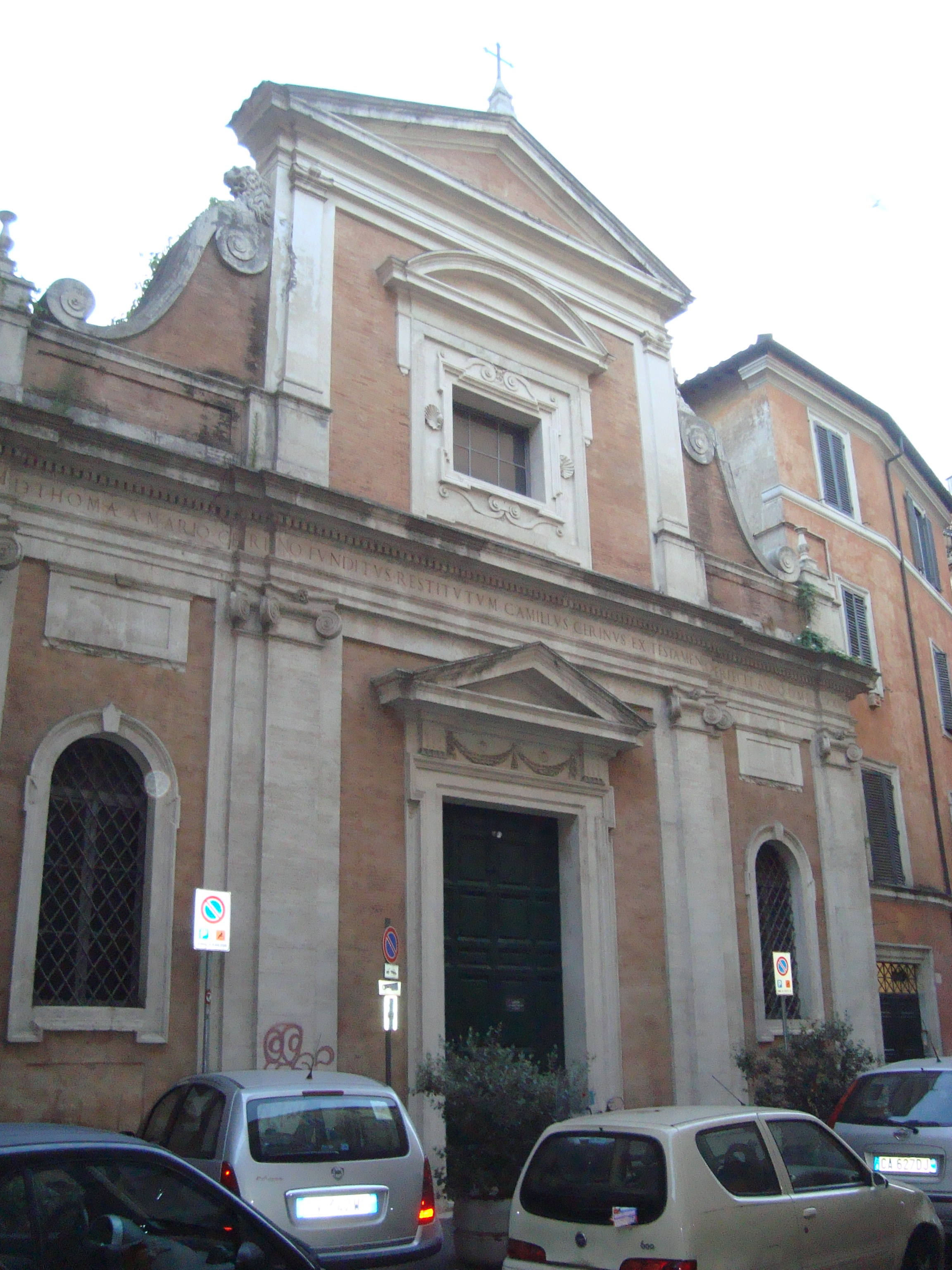
Chiesa di San Tommaso in Parione, chiesa nazionale della comunità eritrea di Roma, con rito cristiano copto.

Gli eritrei in Italia sono una comunità migrante storicamente presente in Italia a partire dalla colonizzazione italiana dell'Eritrea. Molte persone di origine eritrea sono diventate cittadine italiane (eritrei italiani) e non sono pertanto più incluse nelle statistiche demografiche. I nuovi arrivati in fuga dal loro paese cercano di sottrarsi all'identificazione, per paura di venire segnalati alle autorità eritree che se non possono catturarli si accaniscono sulle famiglie rimaste in patria.
Le città con la maggiore concentrazione di eritrei in Italia sono Roma (2.061), Milano (1.381) e Bologna (421). Solo Roma e Milano concentrano quasi la metà della popolazione eritrea in Italia.

## Storia

### Emigrazione politica negli anni '70 e '80
Gli eritrei sono arrivati in Italia come cittadini etiopi dagli anni '70, a seguito del colpo di Stato del 1974 di Menghistu Hailè Mariàm e della recrudescenza del conflitto indipendentista eritreo. La comunità eritrea si organizza a Roma e soprattutto a Milano, nell'area di Porta Venezia, dove resta a lungo la comunità straniera di maggiore organizzazione.
Tra le figure storiche della comunità eritrea milanese vi è Michele Lettenze, come tanti altri nato all'Asmara da padre italiano (con un'altra famiglia in Puglia) e madre eritrea. Nella comunità eritrea in Italia è particolarmente nota la canzone Asmarina di Pippo Maugeri, che è stata anche tradotta in tigrino dal cantante Wedi Shawl e risemantizzata come inno alla città di Asmara non ancora liberata.
A Bologna la comunità eritrea organizzava ogni agosto un mese di mobilitazione per l'indipendenza, con la partecipazione di altri membri della diaspora eritrea in Europa, dalla Germania e dalla Svezia.

### Rifugiati politici dagli anni '90
A seguito dell'indipendenza eritrea nel 1993 molti eritrei in Italia rientrano in patria, ma non vi restano a lungo a causa della rafforzamento del regime dittatoriale di Isaias Afewerki, che presto istituisce la leva obbligatoria permanente e i lavori forzati. Da allora riprende , anche se fermamente vietata dal governo ,la migrazione fuga degli eritrei, spesso giovani che cercano di sottrarsi alla leva militare permanente , molti dei quali finiscono uccisi sparati sul confine . I profughi eritrei arrivano in Italia in cerca di asilo politico, sia per via aerea (attraverso Arabia Saudita, Egitto ed Emirati Arabi Uniti) sia per mare (attraverso Gibuti e la Libia). La maggior parte delle domande d'asilo in Italia da parte di cittadini eritrei viene accolta, anche se spesso solo per quanto riguarda la protezione sussidiaria legata all'esistenza di condizioni di violenza generalizzata nel paese d'origine anziché di persecuzione personale per motivi politici o religiosi. Prima dello scoppio della guerra in Libia, vari programmi su piccola scala hanno condotto al reinsediamento di una cinquantina di eritrei detenuti nel campo libico di Misurata.
Nel 2015 gli eritrei sono stati il terzo gruppo di migranti e profughi arrivati in Europa.

### Discendenti dei coloni italiani in Eritrea
Tra gli eritrei in Italia vi sono anche varie persone discendenti dei coloni italiani in Eritrea (Italo-eritrei). A differenza dei discendenti italiani in America Latina, gli italo-eritrei non possono permettersi spese legali all'estero per dimostrare la propria discendenza e non viene loro rilasciato passaporto per poter espatriare. Al 2014 erano circa 80 i casi di italo-eritrei che, avendo recuperato la cittadinanza italiana, avevano potuto trasferirsi in Italia. Altre 300 domande restavano pendenti al consolato di Asmara.
Molti italo-eritrei sono discendenti di unioni miste tra coloni e donne eritree, permesse dal governo italiano fino all'avvento del fascismo. Con il pretesto della "difesa del prestigio di razza di fronte ai nativi dell'Africa italiana" dal 1933 fu vietato ai padri il riconoscimento dei figli meticci, chiamati dispregiativamente dqala e costretti alla marginalità sociale. Si contano circa 15.000 discendenti meticci di coloni italiani in Eritrea nei 70 anni di colonizzazione dal 1885 al 1941. Fino alla riforma del diritto di famiglia in Italia nel 1975, a tali persone è stato inoltre impedito dal diritto italiano di portare il cognome paterno (il diritto consuetudinario tigrino è invece facoltà della madre indicare per il figlio il cognome del padre, anche se questi è già sposato).

## Comunità eritrea in Italia
La comunità eritrea in Italia resta divisa a livello politico tra sostenitori (e spesso informatori) del regime, e sostenitori e attivisti dell'opposizione democratica. Le condizioni economiche e sociali dei nuovi arrivati sono spesso difficili, con i rifugiati eritrei costretti a vivere in strutture degradate e fatiscenti quando non occupate. Resta inoltre forte il rischio di ghettizzazione.
Gli eritrei in Italia sono inoltre soggetti alla diaspora tax, una forma di estorsione organizzata gestita dalle autorità diplomatiche-consolari eritree, che richiedono ai concittadini residenti in Italia di versare il 2% dello stipendio al regime, dietro minaccia di vedersi negata ogni assistenza burocratica. Chi non paga viene inoltre schedato come oppositore del regime e i suoi parenti rimasti in Eritrea rischiano di vedersi arrestati o torturati. Il Consiglio di sicurezza delle Nazioni Unite (risoluzione 2023 del 2011) ha richiesto all’Eritrea di cessare ogni forma di minaccia e frode verso gli eritrei all'estero, accusando il regime di Asmara di utilizzare tali proventi per finanziare gruppi militari all'estero, tra cui al-Shabaab in Somalia.
Poiché non esistono canali legali per il trasferimento di denaro dall'Italia all'Eritrea, ciò avviene tramite la pratica tradizionale dell'hawala. Gli intermediari (sette a Milano, una dozzina a Roma) consentono al regime eritreo di raccogliere valuta forte in euro - poi depositata in conti all'estero - e monitorare i legami tra espatriati e famiglie rimaste in Eritrea.
A Roma la comunità eritrea (così come quella etiope) è concentrata in zona stazione Termini: via Milazzo e via dei Mille, via Volturno e via Montebello.

## Demografia
Eritrei in Italia

## Associazioni
- Comunità Eritrea - considerata vicina al governo di Asmara
- Coordinamento Democratici Eritrei in Italia (CCDEI)
- Coordinamento Italiano per la Pace, la Democrazia e i Diritti Umani in Eritrea:[7]
  - Agenzia Habeshia per lo Sviluppo e la Cooperazione (AHSC - Roma)
  - Associazione Immigrati Eritrei in Italia (AIEI - Milano)
  - Associazione per la tutela dei diritti umani del Popolo Eritreo (ASPER - Napoli)[8]
  - Comitato Italiano per un'Eritrea democratica (MOSSOB - Milano)
  - Associazione per il Partito Democratico Eritreo in Italia (PDE), organizzazione politica dell'opposizione eritrea in diaspora